# BT-7
BT-7 是苏联骑兵坦克-BT坦克的最后一型，在1935年至1940年间大量生产。此类坦克装备轻型装甲，但却有以其所处时代来看相对优良的火力和大大超过同时代其他坦克的机动性。BT坦克因其名称首字母发音而获得绰号Betka，或昵称为Betushka。
BT-7的继承者正是大名鼎鼎的T-34系列，后者于1940年面世，并将取代当时服役的所有苏联快速坦克、步兵坦克和中型坦克。

## 发展
BT-7的首辆原型车拥有独特的倾斜椭圆形炮塔，主炮和同轴机枪都置于此炮塔上。设计规格要求该车能够在不对火炮结构做显著修改的情况下安装以下新型火炮：76mmKT-26或PS-3主炮，一种短身管榴弹炮；以及45mm1932/38型20K火炮，一种长身管高初速火炮，能有效打击坦克，但反步兵效能低于76mm炮。
炮塔后部为一旋转滚筒式弹仓，可储存18发76mm炮弹或安装一无线电台。在原型车经历了1934年夏季和秋季的额外测试程序后，发现对于一辆乘员3人的坦克来说机枪是没必要的，考虑到其令炮塔的组装过程更加复杂时尤其如此。
因此，1935年初该车以与BT-5共用炮塔的简化设计投入生产。然而，装备76mm加农炮的轮式/履带车辆的想法并未被放弃，工厂受命基于T-26-4的炮塔开发新型的BT-7炮塔。投入生产的型号则在圆筒形炮塔上安装一门45mm20K火炮，并直接在炮盾上配一挺DT机枪，部分坦克上安装了配有框形天线的71-TC型电台。
车组成员三人，分别是车长（也担任炮手）、装弹员和驾驶员。圆锥形炮塔的BT-7在1937年投产，其主要装备维持不变，但携弹量提高至44发。至此为止所有入役的坦克都在炮塔尾舱安装有DT机枪。为使主炮和机枪在夜间射击，坦克上增装了两盏车头射灯并在火炮上安装了一遮罩。随后早期的型号也接受了这一改装。主动轮、履带和工具箱也在1938年得到了改进。
与主要改进并行地，154辆BT-7A自行火炮在1936年至1938年间被生产出来，此型自行火炮的炮塔更大，装有一门76mmKT型火炮，携弹量50发（安装便携电台时40发）。
1938年，4辆配备V-2柴油引擎的实验型BT-8被生产出来。将BT-7和BT-8进行对比测试后，柴油型坦克在1940年以指定代号BT-7M获准投入生产，为保证供给，动力装置交由Voroshilovets厂的另一间独立厂房生产。从1939年12月起，BT-7A在生产中做了小改进：加强强度，增设底部出入口和空气滤清器。柴油型坦克表现出很低的油耗，汽油型不久即被束之高阁。
在1939年11月，一个苏联轻坦克旅的组织和装备表如下所示：
- 3 坦克营，每个营编有

- 3 坦克连，每个连配备17辆BT-7或T-26；
- 1 传令排；
- 1 反坦克排，配备3门45mm反坦克炮；
- 1 高射机枪（AntiAircraft MachineGun,AA MG）排

- 1 预备坦克连，配备8辆BT-7或T-26；
- 1 传令连，配备5辆T-37；
- 1 摩托化步兵营，编有

- 3 摩托化步枪连；
- 1 传令排；
- 1 反坦克排，配备3门45mm反坦克炮；
- 1 高射机枪（AA MG）排

- 1 旅部直属高射机枪（AA MG）排；
- 1 摩托化运输营；
- 1 侦查营；
- 1 前锋连；
- 1 救护连；
- 1 化学战连。[3]

基于BT系列，数种实验型坦克被构思出来，例如轮式的BT-IS，由N.F. Tsyganov设计，他是乌克兰军区第4装甲团的一名排长和自学成才的设计师。此型号通过了野外测试但没有收到大量订单。Tsyganov还设计了S-2 "Cherepaha" (俄语发音拉丁化，原意为乌龟)，有新型的车体和炮塔。此外还有装有固定炮塔的指挥坦克KBT-7、装有火焰喷射器的OT-7、设计用来防护毒剂污染和制造烟幕的KhBT-7、SBT架桥坦克以及TTBT-7和Thubten-7无线电遥控坦克（当时称作Teletanks）。芬兰将缴获的18辆坦克改装成了BT-42突击炮。
巴巴罗萨行动前不久，BT-7接受了装甲提升改造。1940年，Mariupol Ilyich Iron and Steel Works厂为BT-7M生产了50套铰接均值装甲，此装甲将实验车重量增值18吨。可惜的是，关于此套件在军事部门中的部署情况目前已无资料。
在1935年至1940年间，除BT-7A以外的各种BT-7改型共生产了2700至5328辆。基本上整个战争中它们一直随同红军的装甲和机械化部队作战。超过2000辆BT-7在东线战事的最初12个月内遭到了损失。数百辆因为保养不利而无法开动，不得不在苏联大军向东撤退时被抛弃。幸存的车辆继续与国防军作战，其数量随消耗戰进行而不断减少，直到在1944年被更现代化的型号取代。BT-7系列坦克在其他地区被继续使用，如在1945年用于对抗满洲的日本军队（八月風暴行動）。

## 影视相关
韩国电影《登陆之日》有出现大量BT-7坦克进攻日军阵地情景。